# Fibula

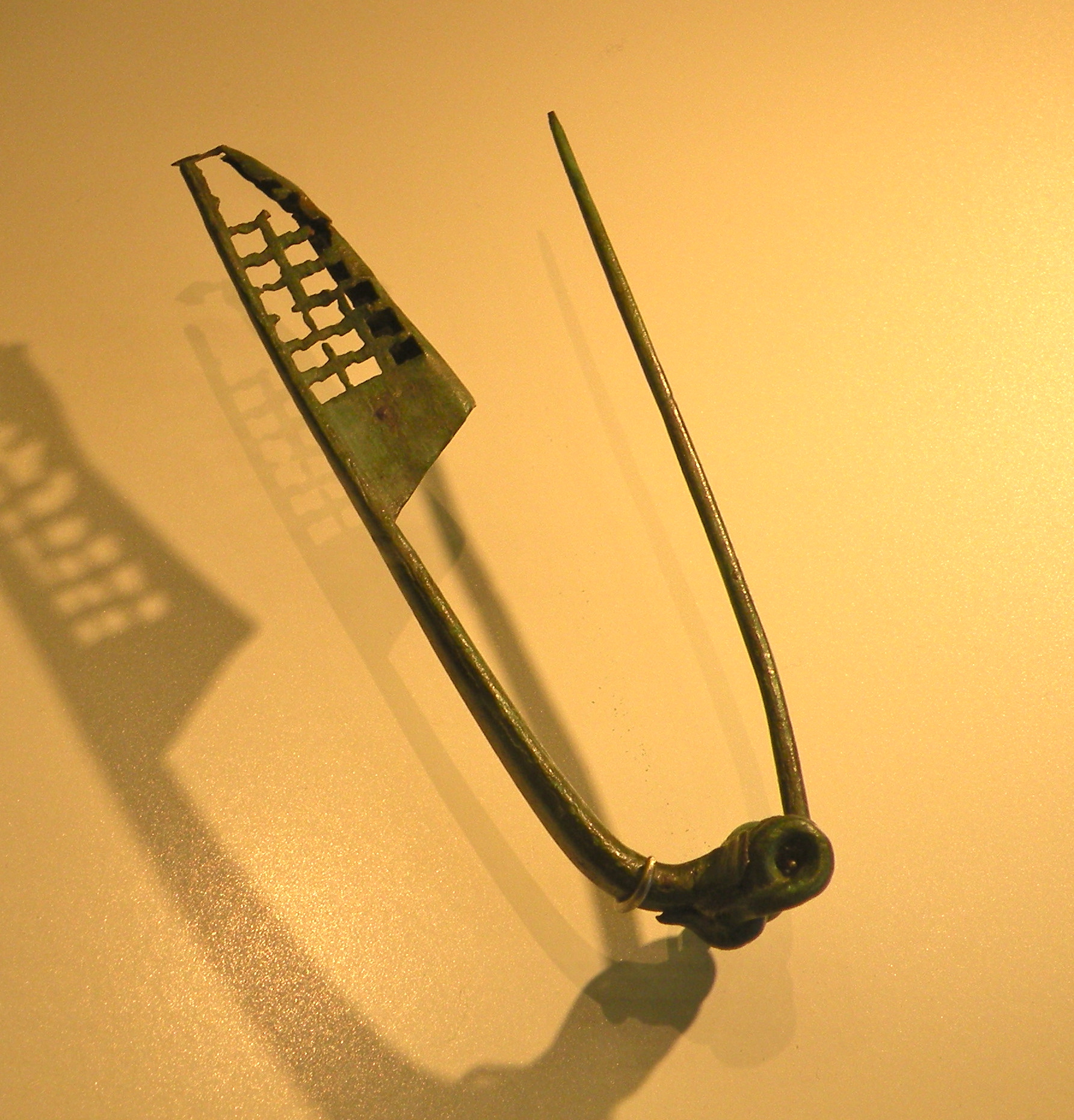
Fibula

Fibula – ozdobna, metalowa zapinka do spinania szat, funkcją i kształtem zbliżona do współczesnej agrafki, używana w Europie od późnej epoki brązu (około 1500 p.n.e.) aż do średniowiecza i zastępująca guziki. W przeszłości nazwą tą niewłaściwie obejmowano również wszystkie brosze, zapięcia i sprzączki do pasków, zapinki do włosów itp.

## Zastosowanie
Spinano nimi szaty, przeważnie na ramionach (szaty greckie, jak chiton, peplos, chlamida, rzymskie płaszcze, takie jak: sagum, lucerna, palia, paludamentum), niekiedy na piersiach lub pod brodą (welon Westalek). Równocześnie z funkcją użytkową spełniały rolę ozdoby. Chętnie wręczano je w podarunku, jak świadczą o tym umieszczane na nich napisy.

## Podział podstawowy
W Europie wykształciło się wiele odmian fibul różniących się kształtem, konstrukcją i dekoracją.
Rozróżnia się ich dwa podstawowe typy:
- jednoczęściowe – w których kabłąk, sprężyna i szpila stanowią całość wykonaną z jednego kawałka metalu[3]; typ ten przeważał w południowej Europie[1];
- dwuczęściowe – z oddzielnie wykonanym kabłąkiem i szpilą, przy czym kabłąk o jednym końcu rozszerzonym i zaopatrzonym w otwór umożliwiał połączenie ze sprężyną szpili[3]; ten typ był raczej charakterystyczny dla Europy północnej i środkowej[1].

## Konstrukcja i ewolucja form
Fibule wykonywano najczęściej z brązu, z żelaza, niekiedy z metali szlachetnych, czasami wysadzano je drogimi kamieniami lub zdobiono wtapianą emalią. Długość ich wahała się od 2 do 20 cm.
Ozdobną częścią fibuli jest kabłąk (a zwłaszcza obydwa jego zakończenia: główka i nóżka), odpowiednio wyginany z drutu lub odlewany (rzadziej wycinany z blachy), płaskorzeźbiony, ryty lub inkrustowany. Niekiedy nakładano na kabłąk ozdobne plakietki, wyginano go lub nadawano mu fantazyjne kształty.
Do najstarszych należą włoskie fibule typu peschiera o kształcie zbliżonym do współczesnych agrafek. Wyroby te stopniowo zyskiwały coraz bardziej na ozdobności. W Italii często nadawano im kształt sztyleciku (np. tzw. fibula Praenestina z VI wieku p.n.e. – jeden z najstarszych zabytków języka łacińskiego dzięki wyrytej na niej inskrypcji), inne miały kształt okręciku (a navicella). Niektóre okazy mają formę przedmiotów użytkowych, jak: buty, nożyczki, naczynia; miewają też kształty zwierząt (osobna kategoria tzw. zoomorficznych). Stosowaną ozdobą fibuli były też zwisające z jej łuku breloczki (ozdobne wisiorki).
W epoce brązu najczęściej stosowano wszelkiego rodzaju ornamenty spiralne (np. fibule okularowe, z dwiema tarczkami spiralnymi na zakończeniach). W okresie halsztackim kabłąki przybierały często formę łuku, harfy, węża, gąsienicy, łodzi itp. W VI wieku p.n.e. pojawiła się fibula typu Certosa o prostym, funkcjonalnym kształcie.
Fibule wczesnolateńskie (z fazy LT A – B1), bogato zdobione, były głównie odlewane w technice wosku traconego. Często miały one silnie wygiętą nóżkę zakończoną maską lub głową zwierzęcą, nierzadko z kabłąkiem przechodzącym z jednej formy w drugą (Maskenfibeln). Celtyckie fibule typu Duchcov (Dux) o bogatej geometrycznej dekoracji kabłąka i gałce na nóżce, stanowią punkt wyjścia do konstrukcji środkowolateńskiej (La Téne II), w której kabłąk jest połączony z nóżką. Równolegle stosowano fibule typu Münsingen o nóżce zakończonej tarczką dekorowaną koralem lub pastą szklaną. Mniej ozdobne i funkcjonalniejsze były żelazne fibule środkowego i późnego okresu lateńskiego, nierzadko osiągające znaczne rozmiary. Kolejny interesujący typ z kręgu celtyckiego przedstawiają kobiece fibule panońskie o rozbudowanej pochewce zdobionej dekoracją ażurową. Osiągając często wielkość około 20 cm, były one prawdopodobnie wyznacznikiem pozycji społecznej. Bogactwem form i technik dekoracyjnych (np. filigran, granulacja) wyróżniały się fibule etruskie.
Zapinki były niezwykle rozpowszechnione w okresie rzymskim, w którym dodatkowo weszły w użycie dwuczęściowe fibule zawiaskowe. Spośród wielu występujących wówczas typów wyróżniały się emaliowane fibule tarczowe (okrągłe i romboidalne) i zwierzęce, przypominające późniejsze brosze (III-V wiek n.e.).
W Europie północnej i środkowej do najozdobniejszych należały fibule germańskie – z dużą, prostokątną główką, krótkim kabłączkiem i wydłużoną dolną płytką (nóżką); częste były też fibule tarczowe i zwierzęce (np. w popularnej formie orła).
W okresie wędrówki ludów pojawiły się fibule palczaste, z kilkoma wypukłymi guzami (wypustkami) na półokrągłej główce, często zdobione filigranem, granulacją, emalią, barwnymi kamieniami i szkłem.
W IV wieku n.e. tradycyjne fibule zaczęły być wypierane przez okrągłe brosze, chociaż występowały jeszcze w okresie średniowiecza.

## Znaczenie w archeologii
Fibule są obiektem nader często znajdowanym na stanowiskach archeologicznych (przede wszystkim w pochówkach). Ze względu na ich zmieniający się w czasie kształt i konstrukcję służą dziś do stosunkowo dokładnego datowania znalezisk innego rodzaju. Do autorów tworzących podstawy tej wiedzy należą m.in. Oscar Almgren i Józef Kostrzewski (typologia fibul dla okresu wpływów rzymskich oraz wędrówek ludów).

## Galeria

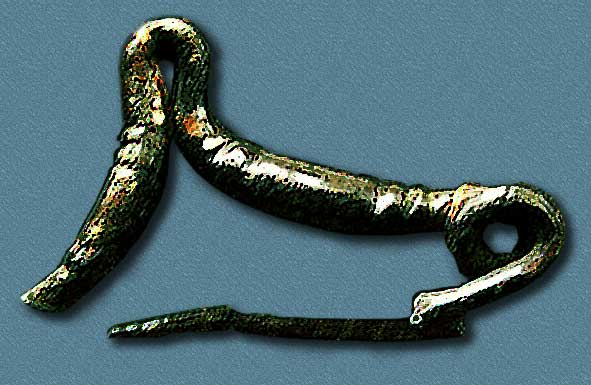
Brązowa fibula kultury Cogotas-I, 1100-800 p.n.e., z okolic Valladolid, Hiszpania
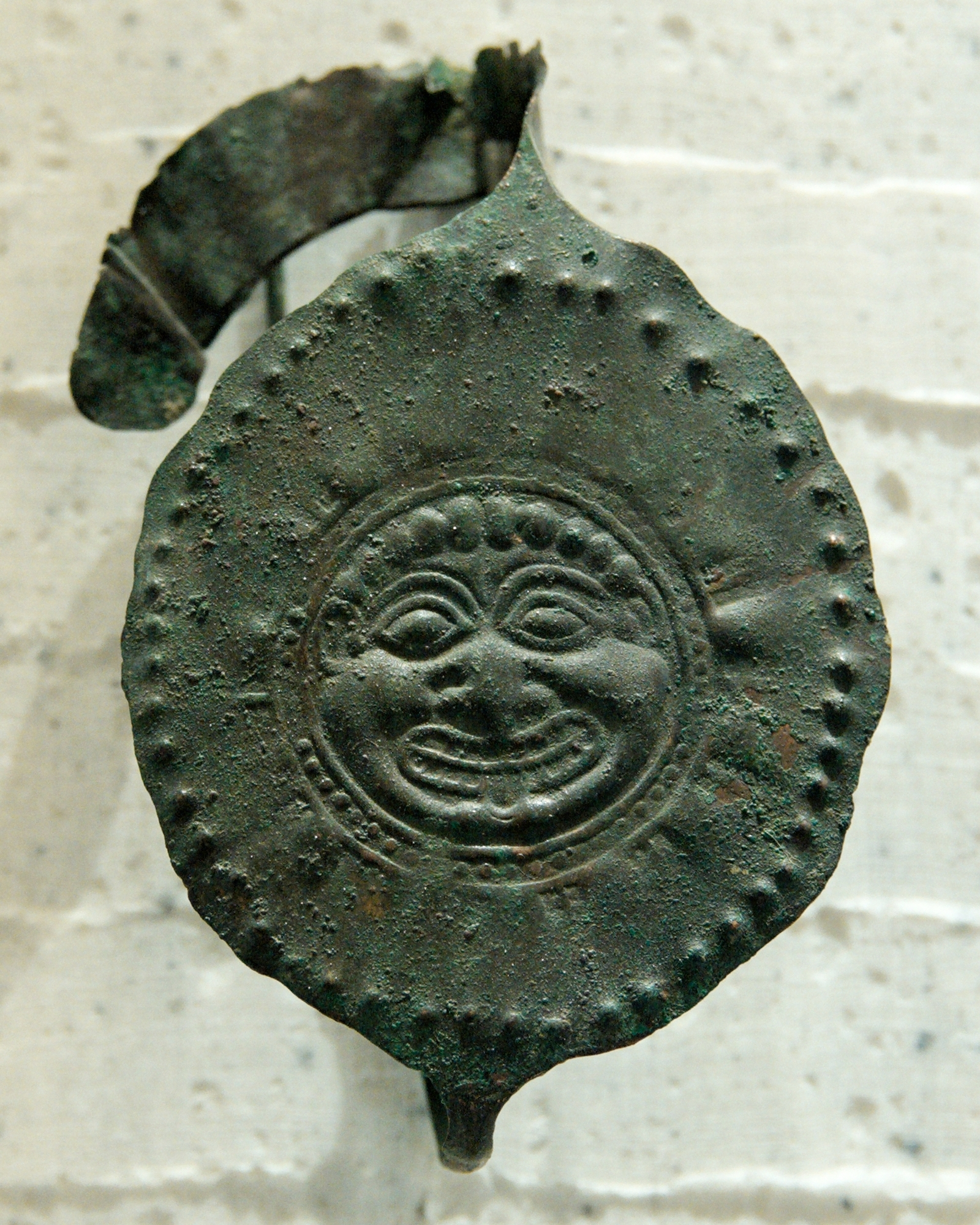
Płaska fibula z wyobrażeniem Gorgony, wyrób beocki, druga połowa VI wieku p.n.e.
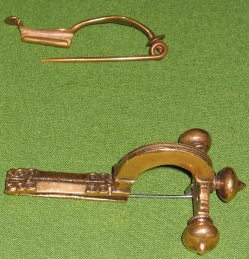
Fibule: z okresu lateńskiego (u góry) i rzymska z IV wieku (na dole)
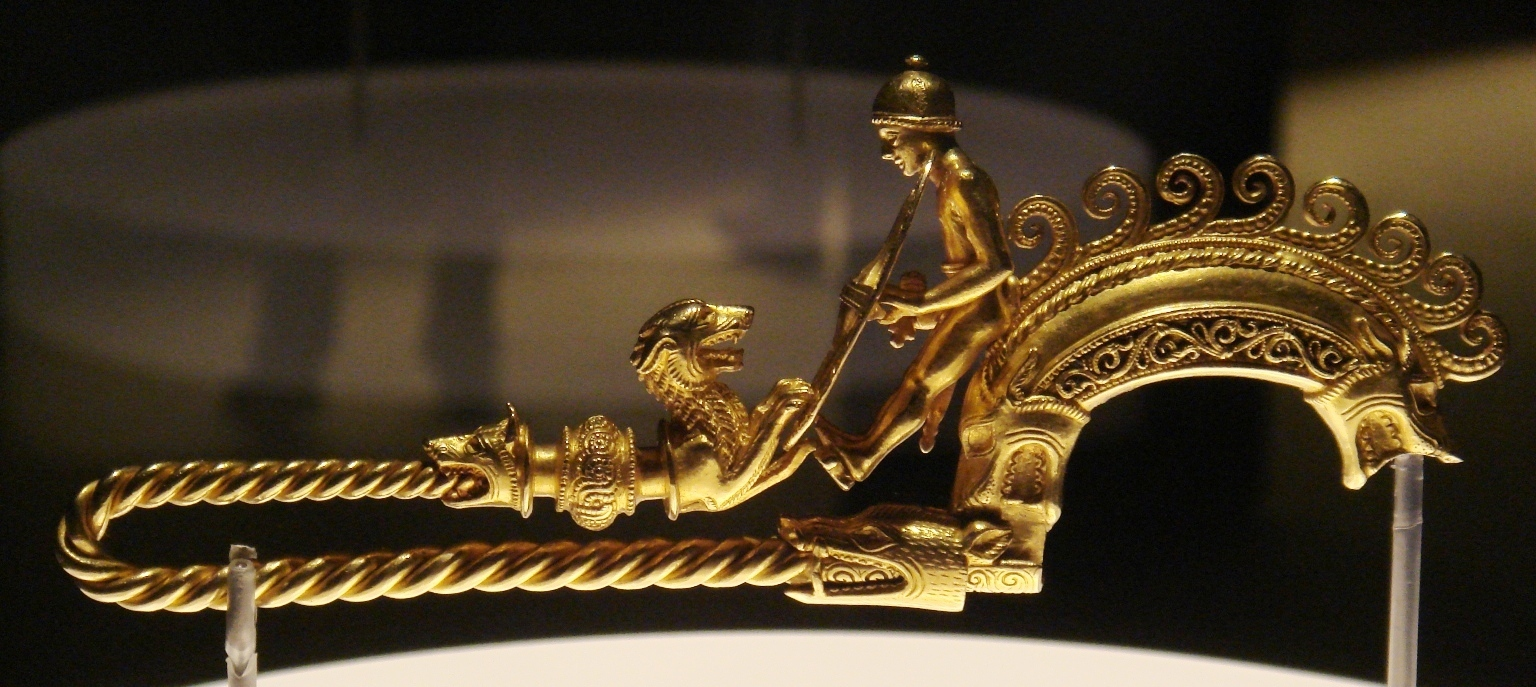
Fibula Braganza, grecki wyrób z epoki hellenistycznej, 250-200 p.n.e. pochodzący z Półwyspu Iberyjskiego
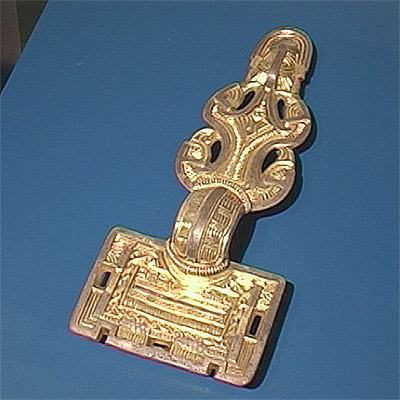
Bawarska fibula z VI wieku n.e.
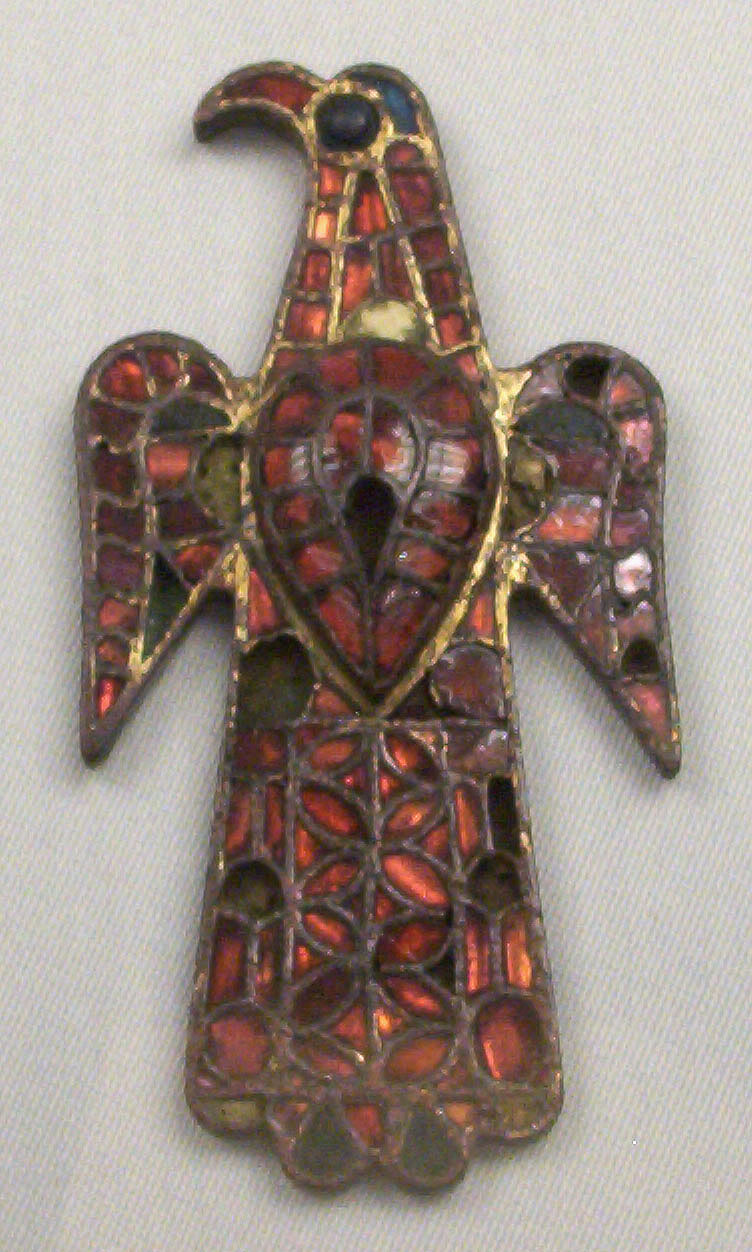
Fibula wizygocka z okolic Guadalajary w Hiszpanii, VI wiek n.e.
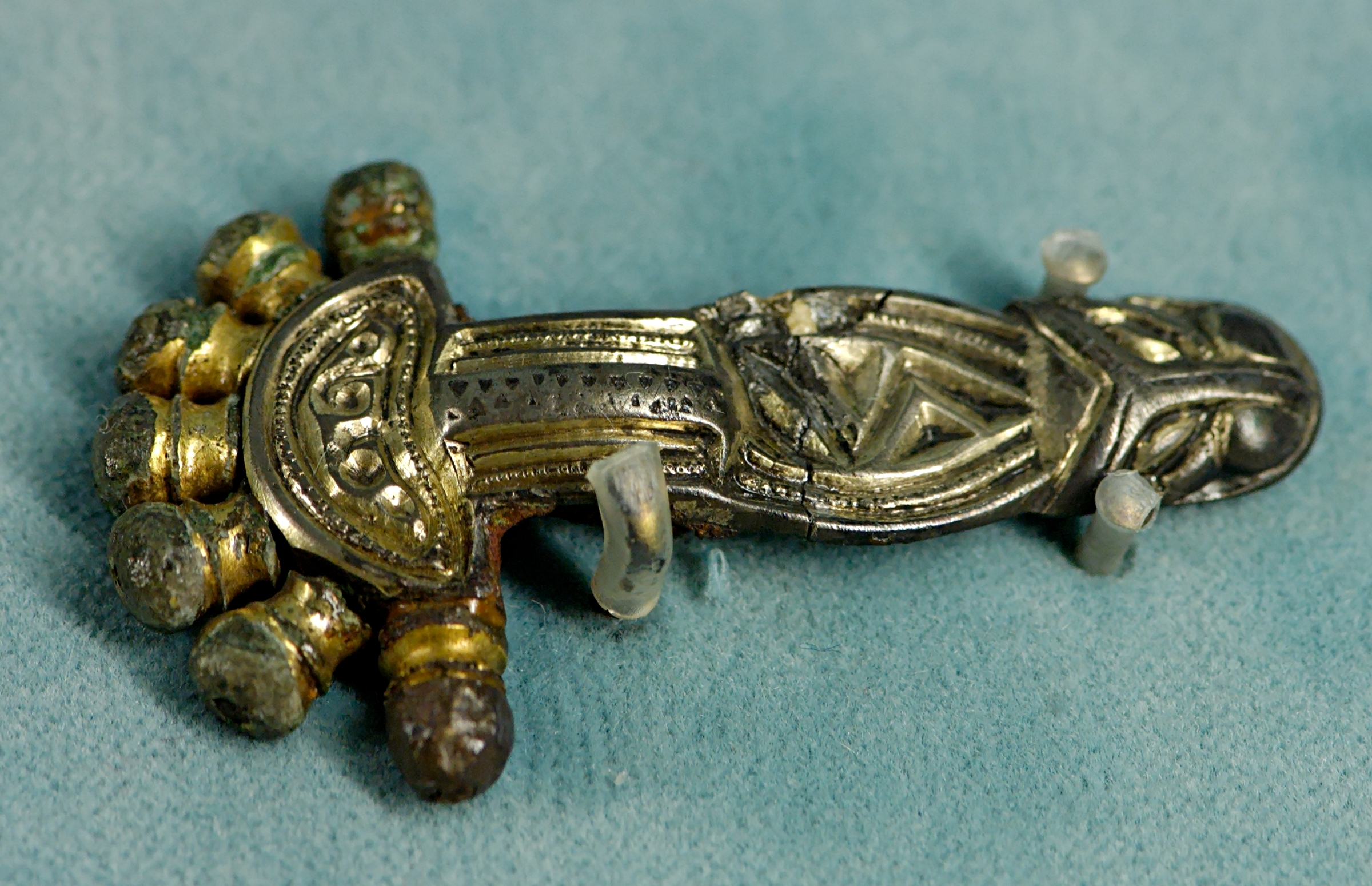
Fibula frankijska z VI wieku n.e., departament Aisne, Francja
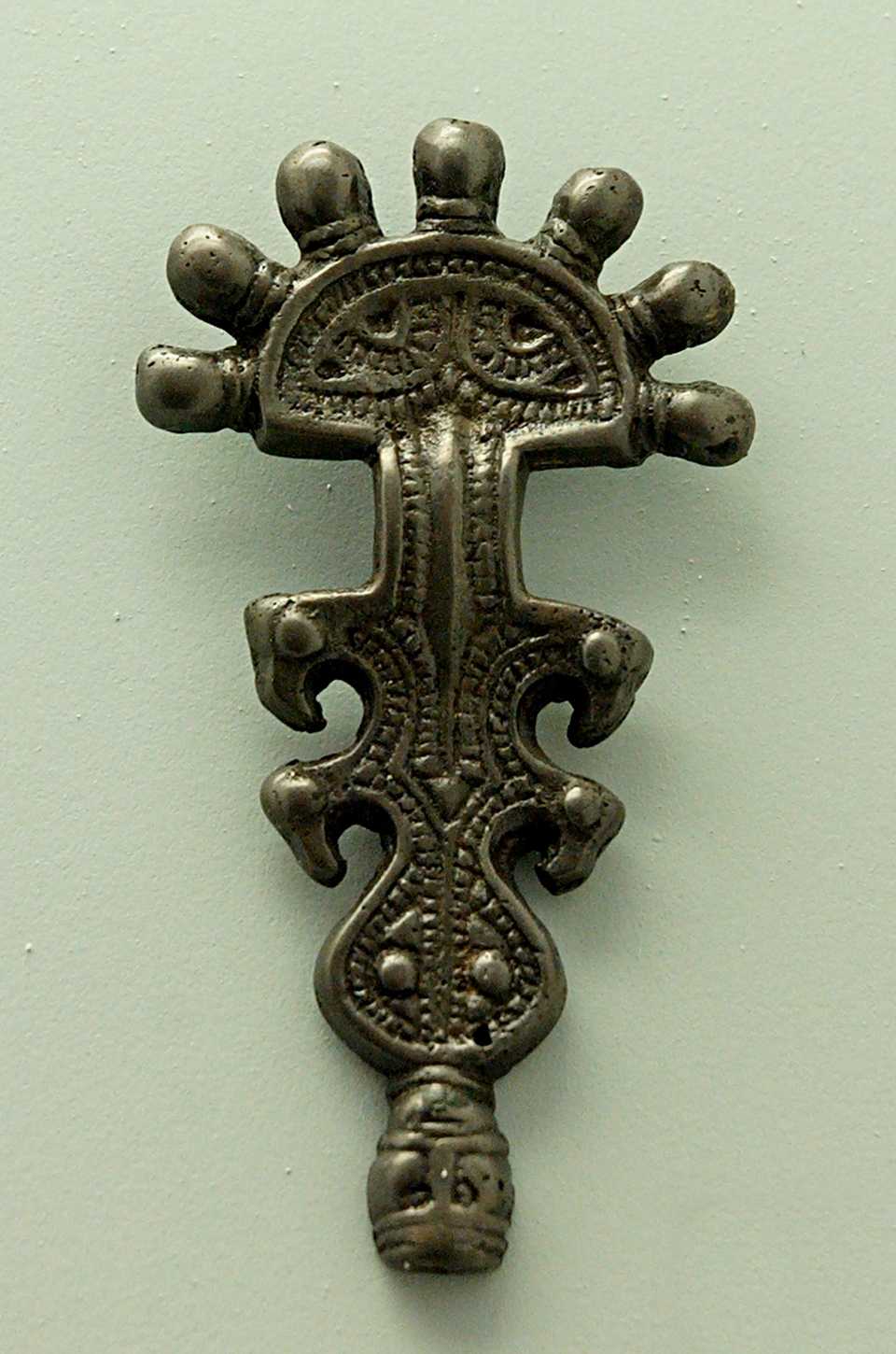
Srebrna fibula palczasta typu gockiego z VI-VII wieku n.e.
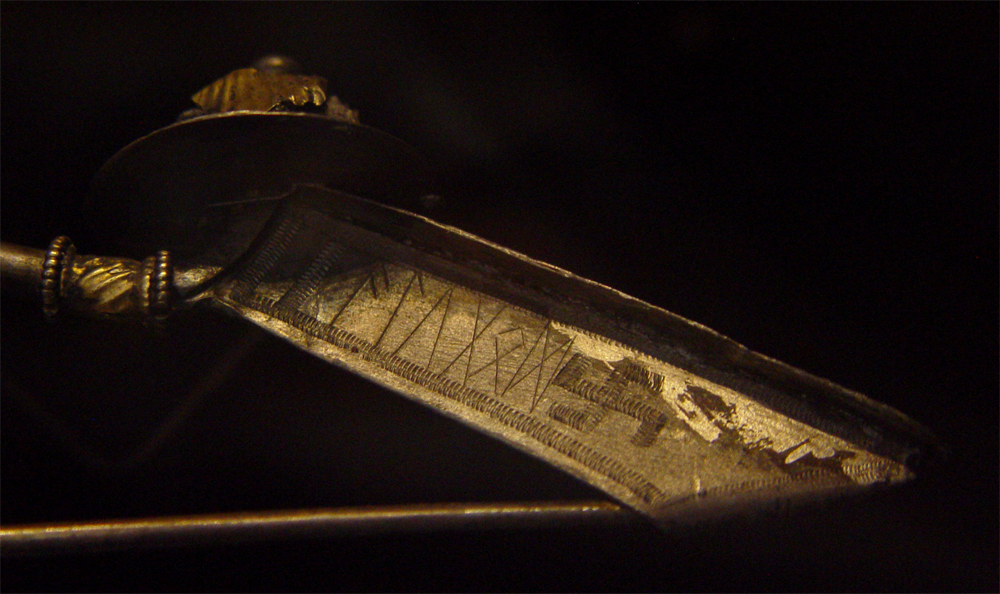
Fibula z Værløse – zbliżenie inskrypcji, III wiek, Dania